# Джамболоня
Джамболоня, Джовани да Болоня (Giambologna, Giovanni da Bologna) е е флорентински скулптор-маниерист, представител на ранния барок.

## Биография
Джамболоня е роден през 1529 година в град Дуе, тогава в графство Фландрия. Учи живопис в Антверпен и след това отива в Рим, където изучава античната скулптура. Попада под силното влияния на Микеланджело, но създава своя собствен художествен стил в маниеризма, отличаващ се с изящна повърхност, хладна елегантност и красота. Първият си крупен хонорар той получава от римския папа Пий IV (1559-1565) за гигантската бронзова статуя на Нептун за Фонтана на Нептун в Болоня (във връзка с това става известен като Жан от Болоня, оттам - Джамболоня). Впоследствие създава многочислени скулптури от мрамор и бронз, в това число за украсяване на фонтани, за италиански аристократи и особено - за семейство Медичи. Голяма част от живота си прекарва във Флоренция, където пристига през 1553 година. Погребан е в капелата, създадена по негов проект в църквата „Сантисима Анунциата“ във Флоренция.